# Station Servas-Lent
Station Servas-Lent is een spoorwegstation in de Franse gemeente Servas.